# Natagaima
Natagaima ist eine Gemeinde (municipio) im Departamento Tolima in Kolumbien.

## Geographie
Natagaima liegt im Süden von Tolima in der Provinz Sur auf einer Höhe von 326 m ü. NN am Río Magdalena etwa 91 km von Ibagué entfernt und hat eine Jahresdurchschnittstemperatur von 29 °C. Die Gemeinde grenzt im Nordwesten an Coyaima, im Nordosten an Prado, im Osten an Dolores, im Süden an Villavieja und Aipe im Departamento del Huila und im Westen an Ataco.

## Bevölkerung
Die Gemeinde Natagaima hat 22.320 Einwohner, von denen 15.158 im städtischen Teil (cabecera municipal) der Gemeinde leben (Stand: 2019).

## Geschichte
Natagaima wurde 1608 nach der Schlacht der Spanier gegen die Pijaos als Siedlung für die verbündeten indigenen Völker der Natagaimas und Coyaimas von Juan de Borja gegründet. Da die Siedlung aufgrund von Erdrutschen nicht bestehen bleiben konnte, wurde sie 1801 an den heutigen Ort verlegt. Von 1863 bis 1866 war Natagaima Hauptstadt von Tolima. Seit 1863 hat es auch den Status einer Gemeinde.

## Wirtschaft
Die wichtigsten Wirtschaftszweige von Natagaima sind Landwirtschaft und Tierhaltung. Insbesondere werden Baumwolle, Reis und Bananen angebaut und Rinder und Schweine gehalten. Zudem gibt es Teichwirtschaft.